# 南通范氏
南通范氏是江苏南通的一个名门世家，自明嘉靖年间的范应龙开始历代诗人文人辈出，至今已十三代。著名诗史研究家钱仲联称“南通范氏既高据诗界昆仑之巅，其一家之世业撰则又不止于诗也。”

## 历史
南通范氏是北宋名臣范仲淹之后，为范仲淹次子范纯仁的支脉。明洪武年间，范冲淹十世孙范盛甫从江西抚州迁至南通定居，是南通范氏之祖。家族中目前能追溯到最早有诗文传世的是南通范氏第八世（范仲淹十七世孙）、嘉靖年间的范应龙。自范应龙开始，南通范氏代代都有诗人出，传承四百余年未曾中辍，是中国文学史上的一个奇迹。其间，范氏诗文世家先后出现过三个高峰时期，即范凤翼时期、范伯子时期与当代的范曾时期。
2007年，南通大学范氏诗文研究所成立。2008年，南通博物苑南通范氏诗文世家陈列馆成立。2009年，“南通范氏世家诗文”入选第二批江苏省非物质文化遗产。

## 范氏诗文世家代表人物
- 第一代：范应龙
- 第二代：范凤翼（范应龙次子）、范凤彩（范应龙四子）
- 第三代：范国祐（范凤翼次子）、范国禄（范凤翼四子）
- 第四代：范遇（范国禄长子）
- 第五代：范梦熊（范遇子）
- 第六代：范兆虞（范梦熊长子）
- 第七代：范崇简（范兆虞次子）
- 第八代：范持信（范崇简次子）
- 第九代：范如松（范持信三子）
- 第十代：范伯子（范如松长子）、（范如松次子）、范铠（范如松三子）
- 第十一代：范罕（范伯子长子）、范况（范伯子次子）、范毓（范铠子）
- 第十二代：范子愚（范罕次子）
- 第十三代：范曾（范子愚子）
- 第十五代：范冰[來源請求]